# Dictionario castellano... Dictionaire françois... Dictionari catala
El Dictionario castellano...Dictionaire françois...Dictionari catala és un manual de conversació, amb un vocabulari trilingüe, obra del tipògraf aquità establert a Catalunya Pere Lacavalleria. Es va publicar a Barcelona el 1642, durant la Guerra dels Segadors, amb Catalunya sota domini francès.

## Portada
En la portada, a tres columnes, en castellà, francès i català hi consta el títol (Dictionario castellano. Dictionaire françois. Dictionari catala.) i una breu dedicatòria al marquès de Brézé, mariscal de França i primer virrei de Lluís XIII de França (Lluís I de Catalunya) al Principat i als comtats del Rosselló i la Cerdanya.
El text en català diu: DICTIONARI CATALA // AL EXCELLENTISSIM Senyor Marquès de Brezè, Mariscal de França, &c. Virrey, y Capità General per sa Magestat Christianissima en Catalunya, Rossello, y Cerdanya.. Al peu de la portada s'indica: AB LLICENCIA, Y PRIVILEGI. // En Barcelona: En casa de PERE LACAVALLERIA, Any 1642. // Venense en la mateixa Estampa.. Per tant, el llibre fou publicat a Barcelona, en la data indicada del 1642, i es venia al mateix taller d'impremta de Pere Lacavalleria, situat al carrer d'Arlet, prop del carrer de la Llibreteria.

## Dedicatòria

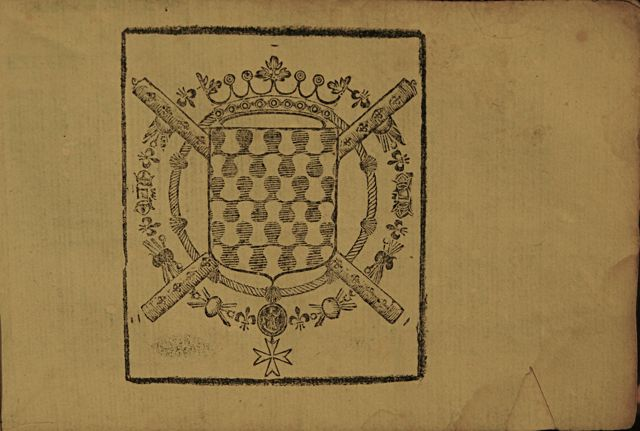
Escut d'armes del marquès de Brézé

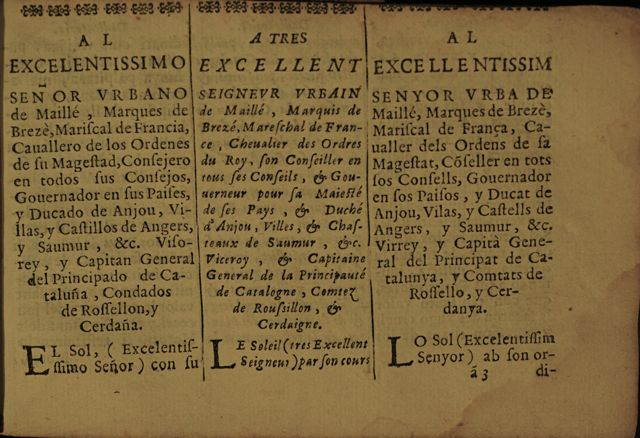
Dedicatòria al marquès de Brézé

A continuació hi consta, per extens, la dedicatòria a Urbain de Maillé, Lloctinent de Lluís I en la que Lacavalleria compara aquest, Lluís XIII de França, amb el sol, que ha de tret Catalunya de les tenebres, ja que el "Castellà" amenaçava Catalunya de "mort, deshonra general, esclavitut i funest pillatge". El rei de França, nou comte de Barcelona, estaria així continuant, segons Lacavalleria, l'obra dels seus ancestres, que alliberaren el Principat de la "opressió tirana dels Moros".
Tot seguit les lloances són per al destinatari de la dedicatòria, el marquès de Brézé, del que destaca que els seus mèrits no li venen només per la sang, sinó pels fets d'armes.
Finalment, Lacavalleria expressa el motiu pel qual ha decidit la publicació del diccionari trilingüe, i ens dona dades autobiogràfiques: "Entre tant rumor de armas, judiqui necessari traure a llum aquest Dictionari, instrume(n)t principal per ape(n)dre las lle(n)guas, y reunir los cors; obligacio natural, puix nasqui vassall de sa Magestat. Vint y tres anys ha senyor que habito en Barcelona, en ella aprengui Castellà, y Català, essent mon mestre la Estampa, conseruant ab algun cuydado la llengua Francesa, que aprengui estudiant en las escolas, essent natural de la Aquitania.".

## Privilegi d'impressió
A continuació, consta transcrit en el llibre, en català exclusivament, el privilegi d'impressió (prohibició que per part de tercers s'imprimeixi la mateixa obra) per a deu anys, vàlid només per als territoris de parla catalana, és a dir, el Principat de Catalunya i els comtats del Rosselló i la Cerdanya. El privilegi o llicència consta signat pel "Mariscal de Brezè", amb la contrasignatura de Josep Fontanella, regent de la Cancelleria, i de Antoni Joan Fita, regent del Tresor.

## Endreça "Al Lector"
Tot seguit, el llibre conté una endreça o dedicatòria "Al Lector", en què es justifica la utilitat del diccionari i se'n lloen les virtuts.

## Els col·loquis

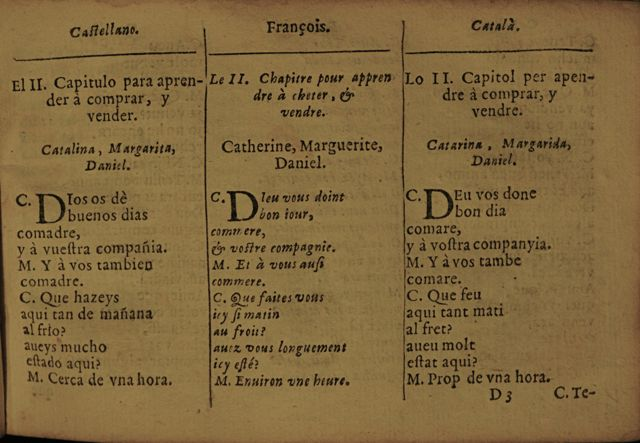
Una pàgina dels col·loquis

A continuació hi consta "La Taula de aquest Llibre", on s'indica que "aquest llibre és molt profitos per apendre a llegir, escriure, y parlar, Castellà, Frances, Catala, lo qual es diuidit en dos parts.// La primera part es dividida en vuyt Capitols: dels quals los set son posats per personatges com Colloquis."
- Primer capítol: "Lo primer Capitol es un combit de deu personas, lo qual conté moltas comunas platicas, que usan en taula."
- Segon capítol: "Lo segon Capitol es per comprar y vendre."
- Tercer capítol: "Lo tercer Capitol es per demanar los deutes."
- Quart capítol: "Lo quart Capitol es per demanar lo camí, ab altres proposits comuns."
- Cinquè capítol: "Lo quint Capitol conte conuersacions familiars estant al hostal."
- Sisè capítol: "Lo sise Capitol conversacions al lleuarse."
- Setè capítol: "Lo setè Capitol, proposits de la mercaderia."
- Vuitè capítol: "Lo octau Capitol, es per a apendre a fer lletres missiuas, obligacions, quitanças, y contractes."

## Vocabulari

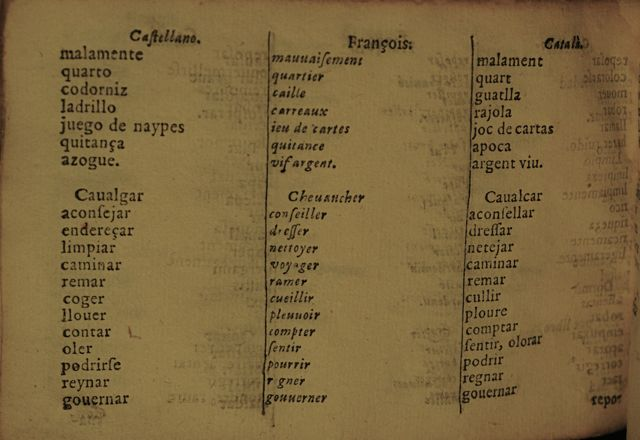
Una pàgina del vocabulari

Segons "La Taula de aquest Llibre" abans esmentada, "La segona part conté molts comuns vocables, que cada dia són necessaris, posats per orde de l'A, B, C".

## Origen i context de l'obra

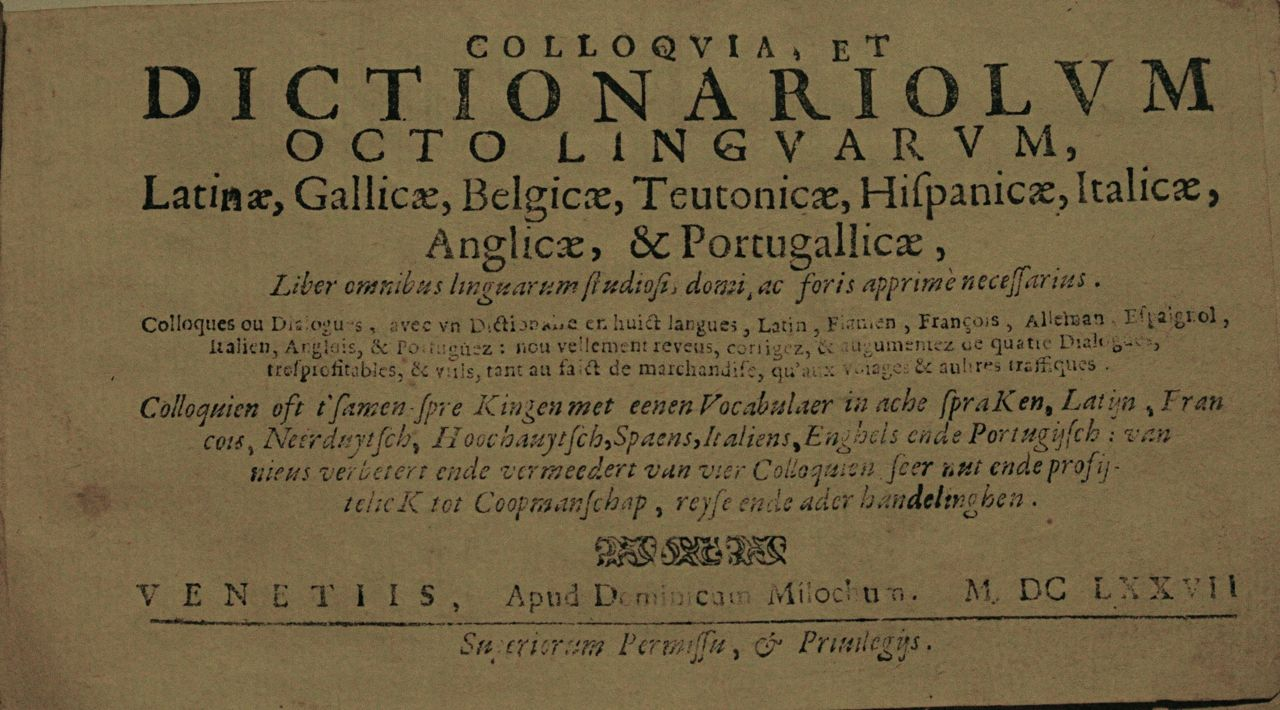
Portada d'una edició del 1677 del Colloquia et Dictionariolum octo linguarum, provinent del diccionari de Noel de Berlaimont

Els historiadors de la lexicografia han determinat que és una edició i adaptació del tipus de manual molt estès per diversos països europeus, que té el seu inici en el manual flamenc-francès de Noël de Berlaimont de 1530, que posteriorment va anar apareixent amb més llengües afegides, com el Colloquia cum Dictionariolo sex Linguarum o el Colloquia et Dictionariolo octo Linguarum, que incorporen, a més, nous diàlegs. Pere Lacavalleria va copiar, doncs, d'una de les edicions d'aquest tipus de manuals, la part castellana i francesa, afegint-hi la catalana.
Així, la dedicatòria "Al lector", els col·loquis i el vocabulari són una adaptació del Colloquia et Dictionariolum.
Això explica la manca d'ordre de les paraules del vocabulari, tant en castellà, com en francès o en català, malgrat que a l'inici Lacavalleria diu, com s'ha indicat anteriorment, que estan "posats per orde de l'A, B, C.", és a dir, per ordre alfabètic. Aquest fet, que durant molt temps va estranyar els lexicògrafs, es deu al fet que l'ordre és el de la versió en flamenc de les respectives paraules, ja que al copiar el text castellà i el francès del "Colloquia et Dictionariolum", i al afegir-hi els mots catalans, Lacavalleria va mantenir l'ordre del diccionari de Noël de Berlaimont (l'ordre de les paraules en flamenc) i no va reordenar alfabèticament els llistats de les paraules en cap de les tres llengües del seu diccionari.
Pel que fa a la part gramatical de l'obra (llibre segon), Lacavalleria adapta, fonamentalment, el manual de Gabriel Meurier contingut a la segona part del seu llibre Conjugaisons, règles et instructions mout propres et nécessairement requises pour ceux qui désirent apprendre françois, italien, espagnol et flamen (Anvers, 1558).

## Reedició
L'obra fou reeditada el 1647 pel fill de Pere Lacavalleria, l'impressor Antoni Lacavalleria i Dulach.
Un altre fill de Pere Lacavalleria, Joan Lacavalleria i Dulach, va confegir també una obra lexicogràfica, en aquest cas un diccionari català-llatí, de molta més envergadura i transcendència lexicogràfica, titulat Gazophylacium Catalano-Latinum, si bé també sobre la base d'una obra francesa, Le dictionnaire royal augmenté, de François-Antoine Pomey.